# Selänpuolenjärvi
Selänpuolenjärvi är en sjö i Haparanda kommun i Norrbotten och ingår i Keräsjoki-Sangisälvens kustområde.